# Avenue du Général-Gallieni (Meudon)
Pour les articles homonymes, voir Avenue du Général-Gallieni.
L'avenue du Général-Gallieni, est un important axe de communication de Meudon.

## Situation et accès

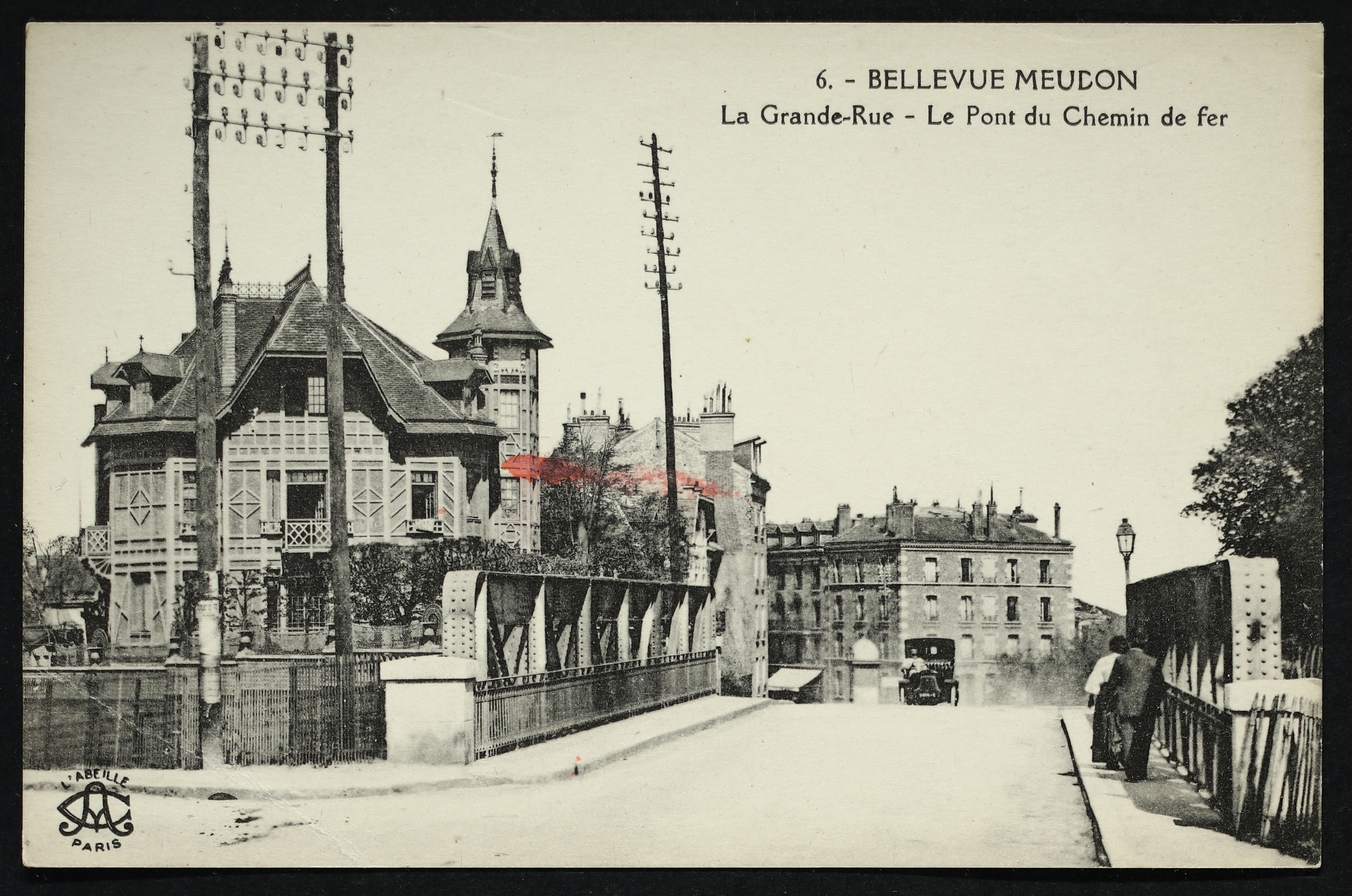
La Grande Rue, vers 1900.

Elle faisait partie de la Grande perspective du Château présentée dans la lettre Manière de montrer Meudon, jusqu'à ce qu'en 1840, la création de la ligne entre la gare de Paris-Montparnasse et la gare de Versailles-Rive-Gauche interrompe son tracé par une tranchée franchie par un pont.
Elle se termine place Aristide-Briand, anciennement place de la Demi-Lune.
Sa desserte s'opère par la gare de Bellevue.

## Origine du nom
Elle est nommée ainsi en hommage à Joseph Gallieni, militaire français.

## Historique
Cette avenue était autrefois la Grande-Rue de Bellevue.

## Bâtiments remarquables et lieux de mémoire
- Église Notre-Dame-de-l'Assomption de Meudon.
- Emplacement de l'ancienne Villa des Souvenirs, demeure construite dans les années 1820, entourée d’un parc orné de statues, notamment L’Amitié réalisée par Jean-Baptiste Pigalle en 1753 pour la marquise de Pompadour, exposée aujourd'hui au musée du Louvre. Elle devint par la suite une clinique d'accouchement, mais sera détruite dans les années 1960. La grille de la propriété est toujours visible[4].